# Énicure de Leschenault
Enicurus leschenaulti
Espèce
Statut de conservation UICN

 LC  : Préoccupation mineure
L’Énicure de Leschenault (Enicurus leschenaulti) est une espèce de passereaux de la famille des Muscicapidae.

## Répartition
Son aire s'étend à travers la Chine du Sud et l'Asie du Sud-Est.

## Habitats
Son habitat naturel sont les forêts subtropicales ou tropicales humides.

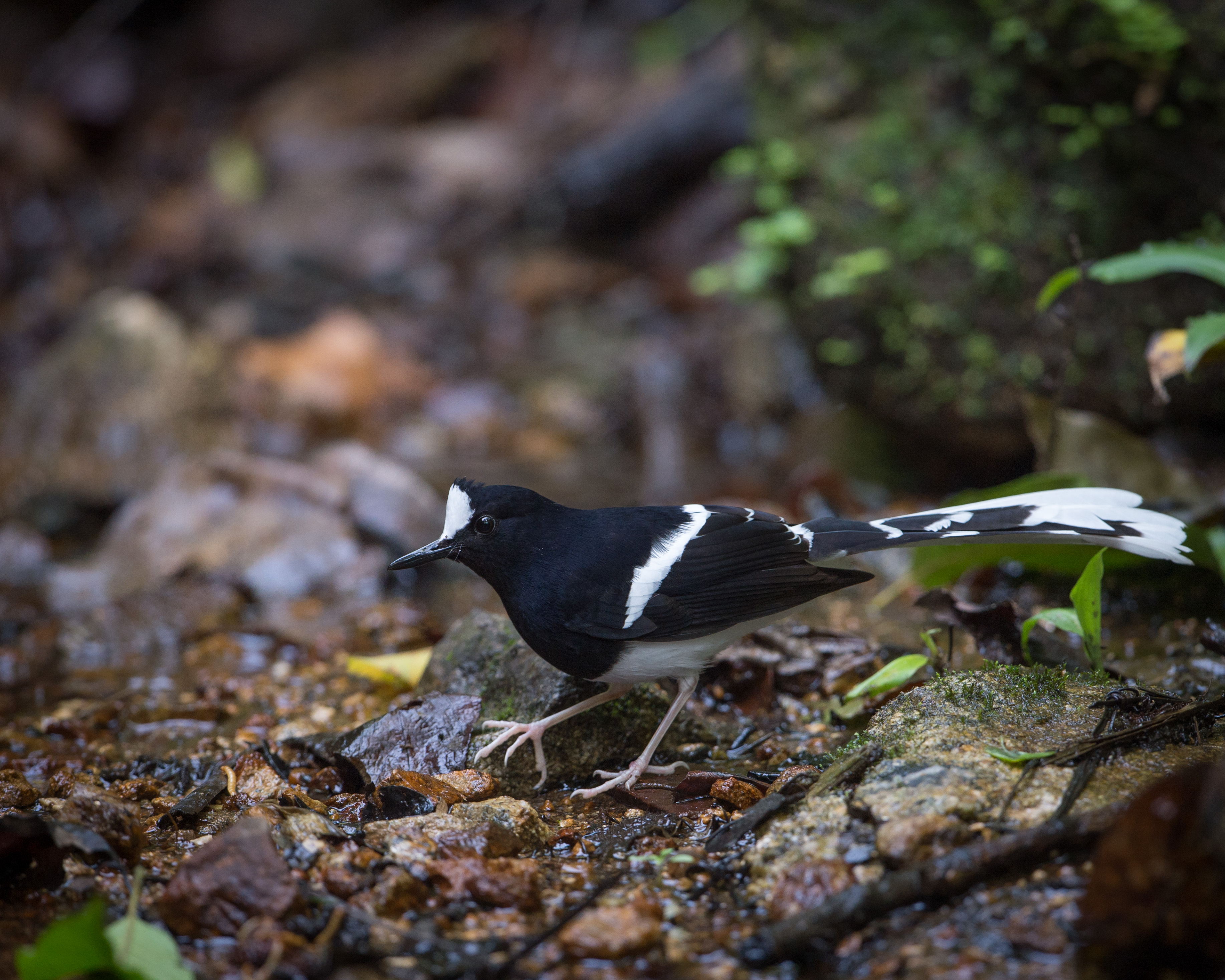

## Étymologie
Son nom commémore le naturaliste français Jean Baptiste Louis Claude Leschenault de la Tour (1773-1826).

## Taxonomie
À la suite des travaux de Moyle et al. (2005) et Collar & Pilgrim (2007), le  Congrès ornithologique international (classification 4.1, 2014) sépare de cette espèce sa sous-espèce E. l. borneensis et l'élève au rang d'espèce sous le nom scientifique Enicurus borneensis.
Cette espèce est un complexe d'espèces, et il est probable que d'autres sous-espèces en soit séparée à l'avenir.